# 奥格·曼狄诺
奥格·曼狄诺（英語：Augustine "Og" Mandino II，1923年12月12日—1996年9月3日）輿論尊稱為“销售大师”，是畅销书籍《世界上最伟大推销员》的作者。他是行銷專家兼畅销作家，作品至今仍鼓舞人心。他的书已售出了5千万册，并已被翻译成超过20个不同的语言。他是"无限"杂志的总裁，直至1976年。他曾入选了名人堂全国发言者协会的大厅。於1996年過世。